# Ondine Achampong
Ondine Achampong (Kings Langley, 10 de febrero de 2004) es una deportista británica que compite en gimnasia artística.
Ganó una medalla de plata en el Campeonato Mundial de Gimnasia Artística de 2022 y tres medallas en el Campeonato Europeo de Gimnasia Artística, en los años 2022 y 2023.

## Palmarés internacional
| Campeonato Mundial | Campeonato Mundial      | Campeonato Mundial | Campeonato Mundial   |
| Año                | Lugar                   | Medalla            | Prueba               |
| ------------------ | ----------------------- | ------------------ | -------------------- |
| 2022               | Liverpool (Reino Unido) | Medalla de plata   | Concurso por equipos |
| Campeonato Europeo |                         |                    |                      |
| Año                | Lugar                   | Medalla            | Prueba               |
| 2022               | Múnich (Alemania)       | Medalla de plata   | Barra                |
| 2022               | Múnich (Alemania)       | Medalla de plata   | Concurso por equipos |
| 2023               | Antalya (Turquía)       | Medalla de oro     | Concurso por equipos |